# Girolti fatemplom
A girolti fatemplom műemlékké nyilvánított épület Romániában, Kolozs megyében. A romániai műemlékek jegyzékében a CJ-II-m-B-07671 sorszámon szerepel.